# Hiroko Oyamada
Hiroko Oyamada (小山田 浩子, Oyamada Hiroko, Hiroshima, 2 de novembre de 1983) és una escriptora japonesa. Ha guanyat diversos premis literaris prestigiosos, incloent el Premi Shincho per a escriptors novells, el Premi Oda Sakunosuke i el Premi Akutagawa.

## Biografia
Oyamada va créixer a Hiroshima i va graduar-se en Literatura Japonesa a la Universitat d'Hiroshima. Després de finalitzar els seus estudis, va experimentar una trajectòria laboral inestable durant cinc anys, canviant de feina tres vegades. Va treballar com a assalariada, empleada d'oficina i autònoma, incloent-hi una experiència en una fàbrica d'automòbils. Aquest període de precarietat laboral va coincidir amb una crisi econòmica al Japó i va influir profundament en la seva obra literària. En una entrevista del 2013, Oyamada va confirmar aquestes vivències laborals van servir com a inspiració per a la seva primera novel·la, Kōjō (La fàbrica), guanyadora del Premi Shincho per a nous escriptors el 2010. L'any 2013, va guanyar el 30.º Premi Oda Sakunosuke per una col·lecció de relats liderada per Kōjō com a història principal.
Al 2014, va publicar la novel·la curta titulada Ana (Forat) a la revista literària Shinchō. En ella es narra la història d'Asa, una dona jove que es muda amb el seu marit a una zona rural del Japó. Aquesta novel·la reflecteix el contrast entre la vida urbana i rural, així com les expectatives tradicionals i modernes sobre el paper de les dones. L'obra Ana va ser guardonada amb el 150.º Premi Akutagawa. L'autora Hiromi Kawakami, membre del jurat, va elogiar l'habilitat d'Oyamada per escriure sobre "fantasia en un entorn realista".
L'any 2018 va publica el seu tercer llibre una col·lecció de 15 històries titulada Niwa (Jardí) amb l'editorial Shinchosha. Aquests relats capturen de manera vívida l'absurd i l'alegria de la vida quotidiana, i representen els moments en què un paisatge canvia de manera silenciosa i decidida.

## Reconeixements i premis
- 2010: Premi Shincho per a escriptors novells (42è)[8]
- 2013: Premi Oda Sakunosuke (30è)[9]
- 2014: Premi Akutagawa (150è, 2n semestre de 2013)[10]

## Obres i traduccions
Les seves obres principals inclouen:
- Kōjō (Fàbrica),  Shinchosha, 2013  ISBN 9784103336419
- Ana (Forat),  Shinchosha, 2014 ISBN 978-4103336426
- Niwa (Jardí), Shinchosha, 2018 ISBN 9784103336433
- Kojima (Illot), Shinchosha, 2021, ISBN 9784103336440
- Monogokoro, Bungeishunju, 2025

#### Traduccions a l'anglès
Les obres d'Oyamada han estat traduïdes a diversos idiomes, incloent-hi l'anglès. The Factory es va publicar el 2019, seguida de The Hole el 2020 i Weasels in the Attic el 2022. La majoria de les seves obres han estat traduïdes per David Boyd amb l'editorial New Directions.
- Spider Lilies, traduït del japonès per Juliet Winters Carpenter, publicat a Granta 127, primavera de 2014, ISBN 978-1-905881-77-2.
- The Factory, traduït del japonès per David Boyd, New Directions, Nova York 2019, ISBN 978-0-8112-2885-5.
- The Hole, traduït del japonès per David Boyd, New Directions, Nova York 2020, ISBN 978-0-8112-2887-9.
- Weasels in the Attic, traduït del japonès per David Boyd, New Directions, Nova York 2022, ISBN 978-0-8112-3118-3.